# Chipangali
Chipangali ist einer von fünfzehn Distrikten in der Provinz Ostprovinz in Sambia. Er hat eine Fläche von 2688 km² und es leben 169.360 Menschen in ihm (2022). Er wurde 2018 vom Distrikt Chipata abgespaltet.

## Geografie
Der Distrikt befindet etwa 500 Kilometer nordöstlich von Lusaka. Er hat Höhen im Osten von bis zu 1100 m und fällt nach Südwesten bis auf etwa 800 m ab. Die Ostgrenze zu Malawi entspricht der Einzugsgebietsgrenze zwischen Luangwa und Malawisee. In Chipangali entspringt der Luangwa-Nebenfluss Msandile, der auch ein Stück der Südgrenze bildet.
Der Distrikt grenzt im Süden an die Distrikte Chipata und Kasenengwa, und im Westen an Mambwe. Im Osten grenzt er an die Distrikte Mchinji und Kasungu in der Central Region Malawis.